# 強尼·格雷
強尼·格雷（英語：Jonny Gray；1994年3月14日—）是一位蘇格蘭橄欖球運動員。他是蘇格蘭國家橄欖球隊的一員，代表蘇格蘭參加了2015年橄欖球六國賽。